# 磁县北朝墓群
磁县北朝墓群，位于中华人民共和国河北省邯郸市磁县，是东魏、北齐帝王将相、王公贵族的墓葬群。共有墓葬134座，已发掘19座，包括北齐左丞相文昭王高润墓、茹茹公主墓和湾漳村106号墓。1988年1月13日公布为第三批全国重点文物保护单位。